# Miles City (Montana)
Miles City város az USA Montana államában, Custer megyében, melynek megyeszékhelye is. Lakosainak száma 8354 fő (2020. április 1.).

## Népesség
A település népességének változása:

| 2010 | 8 410 |
| 2020 | 8 354 |